# M83 (album)
M83 è l'album d'esordio del gruppo musicale francese M83. Pubblicato originariamente in Francia per l'etichetta Gooom il 18 aprile 2001, venne distribuito nel resto del mercato europeo dal 3 settembre 2002.  L'album fu quindi riedito dalla Mute Records il 6 settembre 2005 per il mercato nordamericano, perciò talvolta vi si fa riferimento come 0905.

## Contenuti
L'album è prevalentemente strumentale, con alcuni campionamenti tratti da film e programmi tv intervallati nelle tracce. I titoli dei brani, letti in sequenza, costituiscono il breve racconto di un'interazione tra un ragazzo e una ragazza ad un party (Last Saturday night at the party, Kelly, sitting facing that violet tree, staring at me. I'm getting closer. She stands up, caresses slowly my face. "I'm happy", she said.), a sottolineare la cornice di narrazione metacinematografica caratteristica delle opere del gruppo. L'opera ha ottenuto buona accoglienza dalla critica.
Fu registrato alla Echoton nell'autunno del 2000 dai due membri fondatori del gruppo, Anthony Gonzalez e Nicolas Fromageau, con l'ausilio del co-produttore Morgan Daguenet. La traccia "Slowly", inserita nella riedizione del 2005, venne registrata invece nell'inverno 2002.

## Tracce
Testi e musiche di Anthony Gonzalez e Nicolas Fromageau.
- Last Saturday - 0:58
- Night - 5:47
- At the Party - 1:01
- Kelly - 4:27
- Sitting - 3:03
- Facing That - 7:35
- Violet Tree - 4:53
- Staring at Me - 1:37
- I'm Getting Closer - 5:19
- She Stands Up - 5:42
- Caresses - 6:31
- Slowly - 4:58
- My Face - 1:39
- I'm Happy, She Said 17:52

## Curiosità
- Violet Tree inizia con un motivo del secondo episodio di Serial experiments lain. Pochi secondi del dialogo di apertura dello stesso episodio aprono  Caresses.
- Il dialogo campionato in Facing That proviene dal film Conquistò il mondo.
- Il dialogo campionato che inizia a 1:25 di Caresses proviene dal film I vampiri di Praga del 1935.
- Il dialogo campionato che si ripete in She Stands Up è del film Paris, Texas.
- Vi sono due versioni di Night. In una appare un dialogo in tedesco campionato dal film Nosferatu, il principe della notte.
- Nell'ultima traccia, I'm Happy, She Said, dopo una pausa di silenzio da 10:10 a 15:10, vi è una traccia nascosta che consiste in 1:25 di rumore statico seguito da una coda.

## Formazione
M83
- Anthony Gonzalez
- Nicolas Fromageau

Personale di supporto
- Morgan Daguenet − co-produzione, missaggio
- Stylophone − grafica